# Hee Oh
Hee Oh (hangeul : 오희), née en 1969, est une mathématicienne sud-coréenne qui étudie les systèmes dynamiques et leurs interactions avec la théorie des nombres.
Elle enseigne et dirige ses recherches au département de mathématiques à l'université Yale depuis 2013,.

## Carrière
Elle obtient son B.Sc. à l'université nationale de Séoul en 1992, et obtient son doctorat à l'université Yale en 1997 sous la supervision de Gregori Margulis, avec une thèse intitulée Discrete Subgroups Generated By Lattices In Opposite Horospherical Subgroups. Elle occupe des postes à la faculté de l'université de Princeton, le California Institute of Technology et l'université Brown, parmi d'autres, avant de rejoindre le département de mathématiques de l'université Yale.
Elle fut la première femme à être professeur de mathématiques dans cette université.

## Travaux
Elle a travaillé sur les suites équidistribuées appliquées au Cercle d'Apollonius, au Tapis de Sierpiński et aux Schottky dances.
En 2008 elle publie avec Alex Kontorovich (de) une preuve sur la dimension fractale des collections circulaires d'Apollonius (dimension fractale {\displaystyle \delta =1,30568...}, Le nombre de cercles de rayon supérieur à r : {\displaystyle N(r)\sim C\cdot r^{-\delta }}, où la constante C dépend des trois premiers cercles qui sont mutuellement tangents).

## Prix et distinctions
Hee Oh est conférencière invitée au congrès international des mathématiciens à Hyderabad en 2010. Elle a également donné une conférence lors du congrès commun AMS-MAA en 2012. Depuis 2010, elle siège au conseil scientifique de l'American Institute of Mathematics (en).
Elle est membre de l'American Mathematical Society depuis 2012 et elle a reçu le prix Ruth-Lyttle-Satter en 2015 pour ses contributions aux domaines des dynamiques sur des espaces homogènes, les sous-groupes discrets de groupes de Lie, et les applications à la théorie des nombres.

## Sélection de publications
- avec Laurent Clozel, Emmanuel Ullmo: Hecke operators and equidistribution of Hecke points, Inventiones mathematicae, vol. 144, 2001, pp. 327-351
- avec Alex Kontorovich : « Apollonian circle packings and closed horospheres on hyperbolic 3-manifolds », Journal of the American Mathematical Society, vol. 24, 2011, pp. 603-648, Arxiv
- avec Alex Eskin, S. Mozes : On uniform exponential growth for linear groups, Inventiones mathematicae, vol. 160, 2005, pp. 1-30
- avec Nimish Shah : Equidistribution and counting for orbits of geometrically finite hyperbolic groups, Journal of the American Mathematical Society, vol. 26, 2013, pp. 511-562
- avec Alexander Gorodnik : Orbits of discrete subgroups on a symmetric space and the Furstenberg boundary, Duke Mathematical Journal, vol. 139, 2007, pp. 483-525
- avec Alex Eskin : Ergodic theoretic proof of equidistribution of Hecke points, Ergodic Theory and Dynamical Systems, vol. 26, 2006, pp.163-167
- Proceedings of International Congress of Mathematicians (2010) : Dynamics on geometrically finite hyperbolic manifolds with applications to Apollonian circle packings and beyond pdf